# Arroyo Miguelete
Der Arroyo Miguelete ist ein kleiner Flusslauf im Süden Uruguays.
Der 22 km lange im Departamento Montevideo gelegene kleine Fluss entspringt in der Cuchilla de Pereira im Norden des Departamentos und mündet nach Nord-Süd-Verlauf in der Bucht von Montevideo in den Río de la Plata. Das Einzugsgebiet dieses Baches des Departamentos, der im montevideanischen Stadtteil Prado - Nueva Savona durch den dortigen Park mit dem Playa Capurro führt und unter anderem der Freizeitgestaltung der Einwohner Montevideos dient, umfasst 113 km².
Am Miguelete haben sich heutzutage vor allem im mittleren Abschnitt seines Verlaufs viele irreguläre Ansiedlungen gebildet, die letztlich durch ihre Bewohner, aber auch durch angesiedelte Industrie zu einer fortschreitenden  Verschmutzungsproblematik des Gewässers geführt haben. Dieser Entwicklung versucht die Verwaltung von Montevideo derzeit durch planerische Gestaltung künftig entgegenzuwirken.